# ロックハンプトン
ロックハンプトン（Rockhampton）は、オーストラリア・クイーンズランド州の都市。人口は7万8592人（2018年）。南回帰線に近い。

## 概要
カプリコーン海峡から40kmほど内陸に入った所に位置している。フィッツロイ川に面しており、セントラルクイーンズランド大学の本部キャンパスが立地する大学都市。町の歴史は古く、ビクトリア時代の建築が良く残る。動物園や植物園、美術館、整備された公園があり、観光地としても注目されている。町の周辺には肉牛の牧場が点在しており、牛肉市場はオーストラリア有数の規模である。
ロックハンプトン駅は鉄道電化区間の北端でありブリズベン行きの電車が発着する。北方のケアンズ行きには気動車が使われている。西に向かう路線が分岐しており、内陸部のロングリーチ行きの運行がある。市街地に隣接してロックハンプトン空港が立地している。ブルース・ハイウェイが街の中心部を通る。
鹿児島県の指宿市が姉妹都市である。

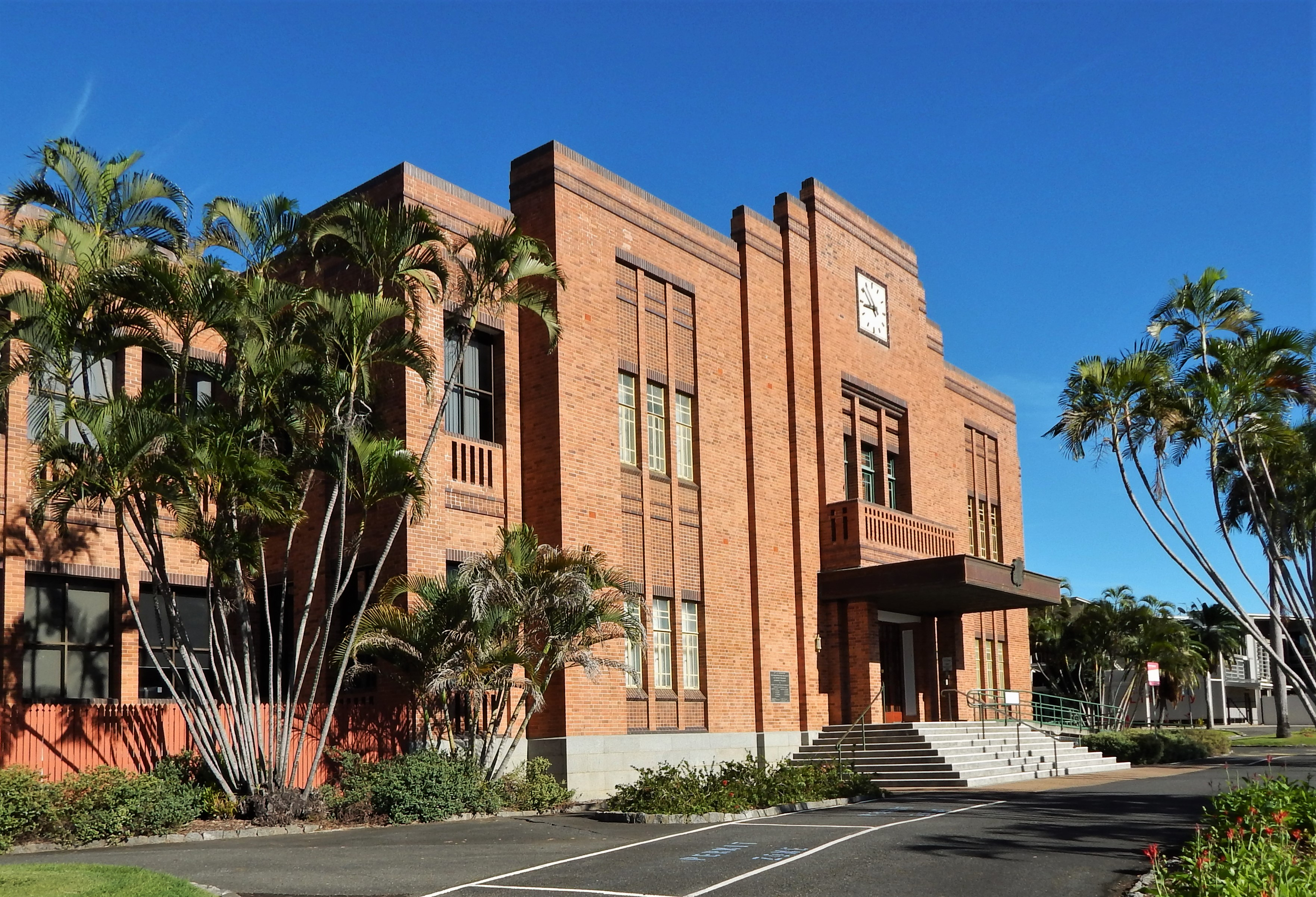
市役所
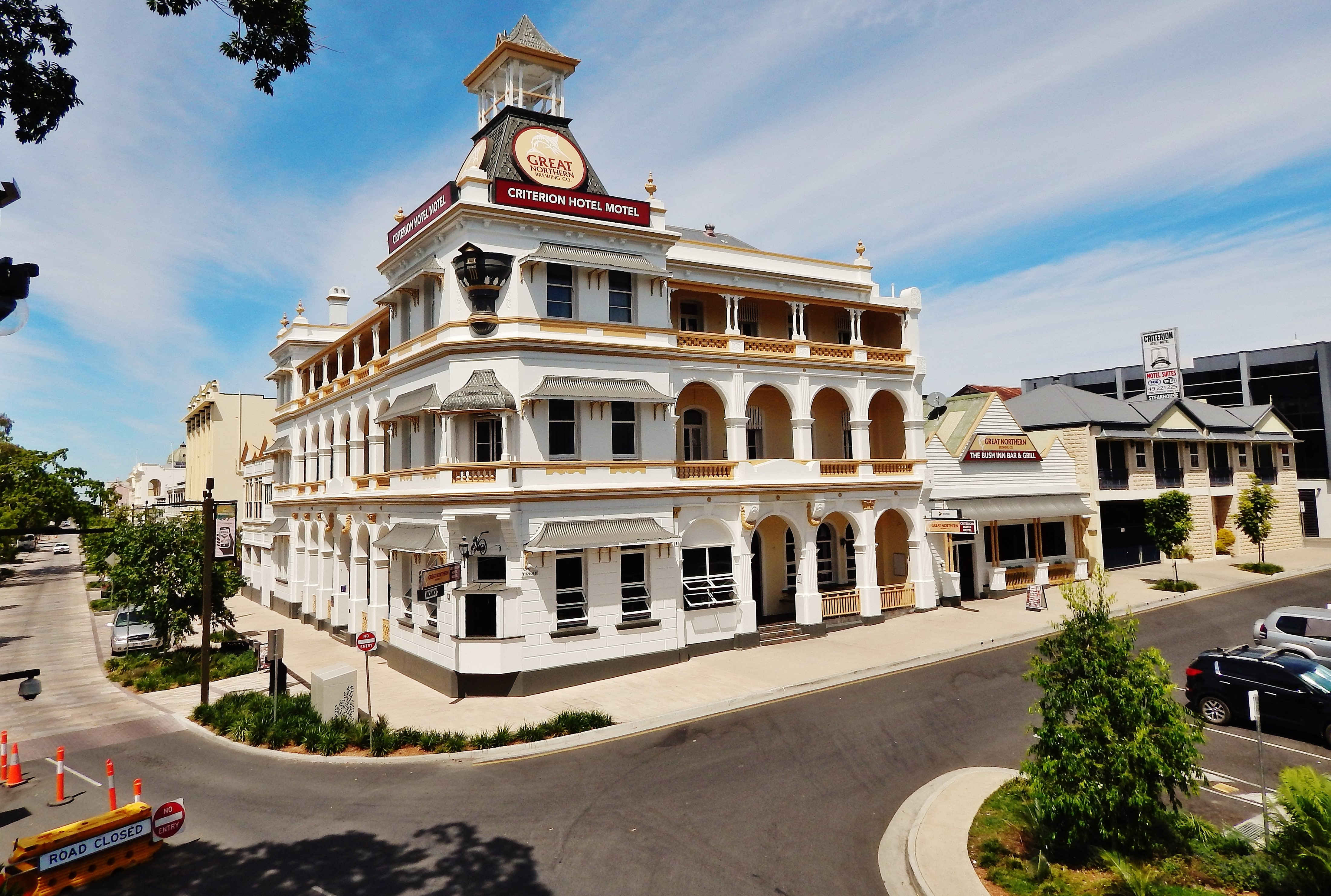
街並み
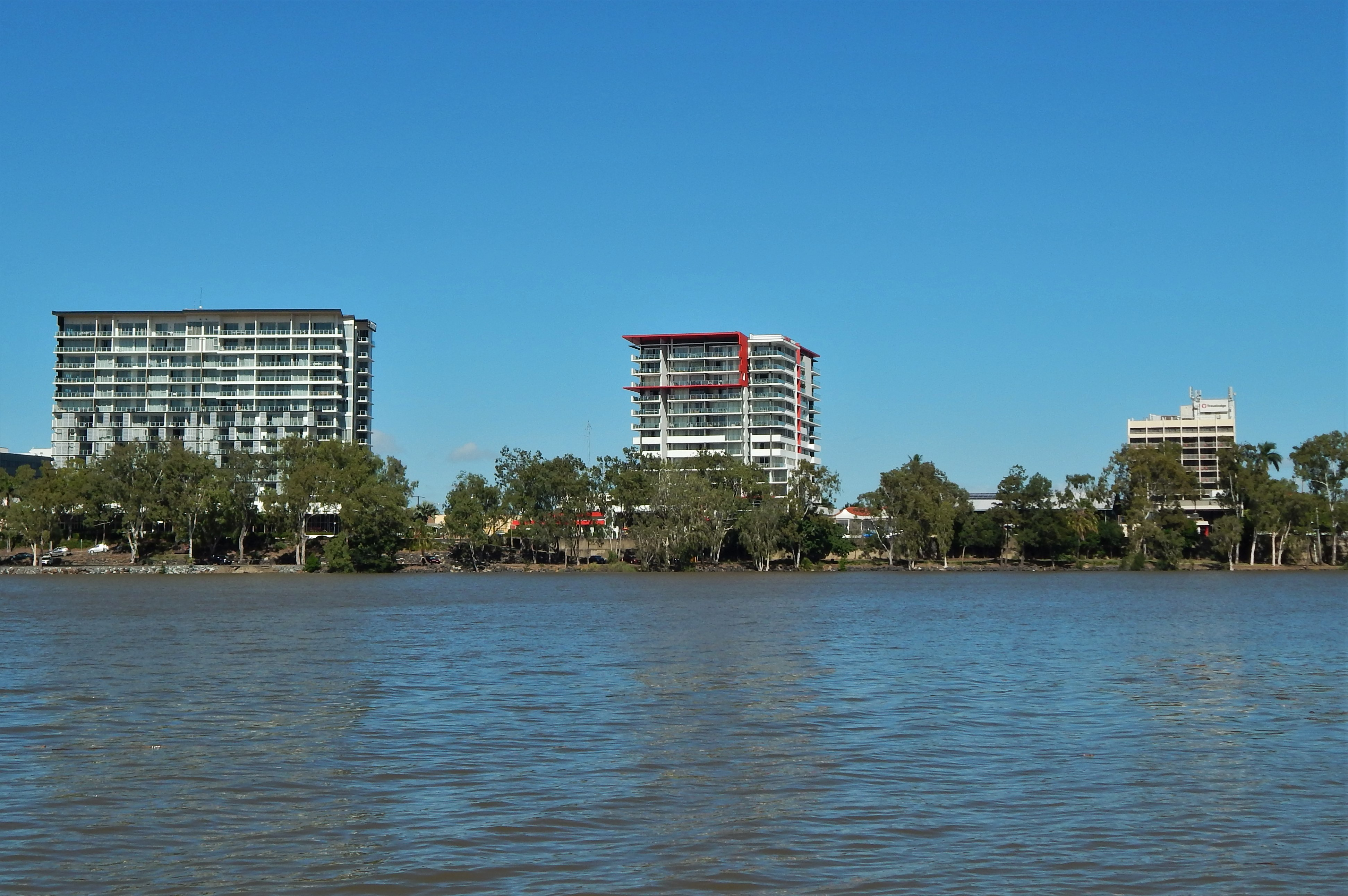
川辺の集合住宅